# Wohn- und Wirtschaftsgebäude Twistenbostel 2A

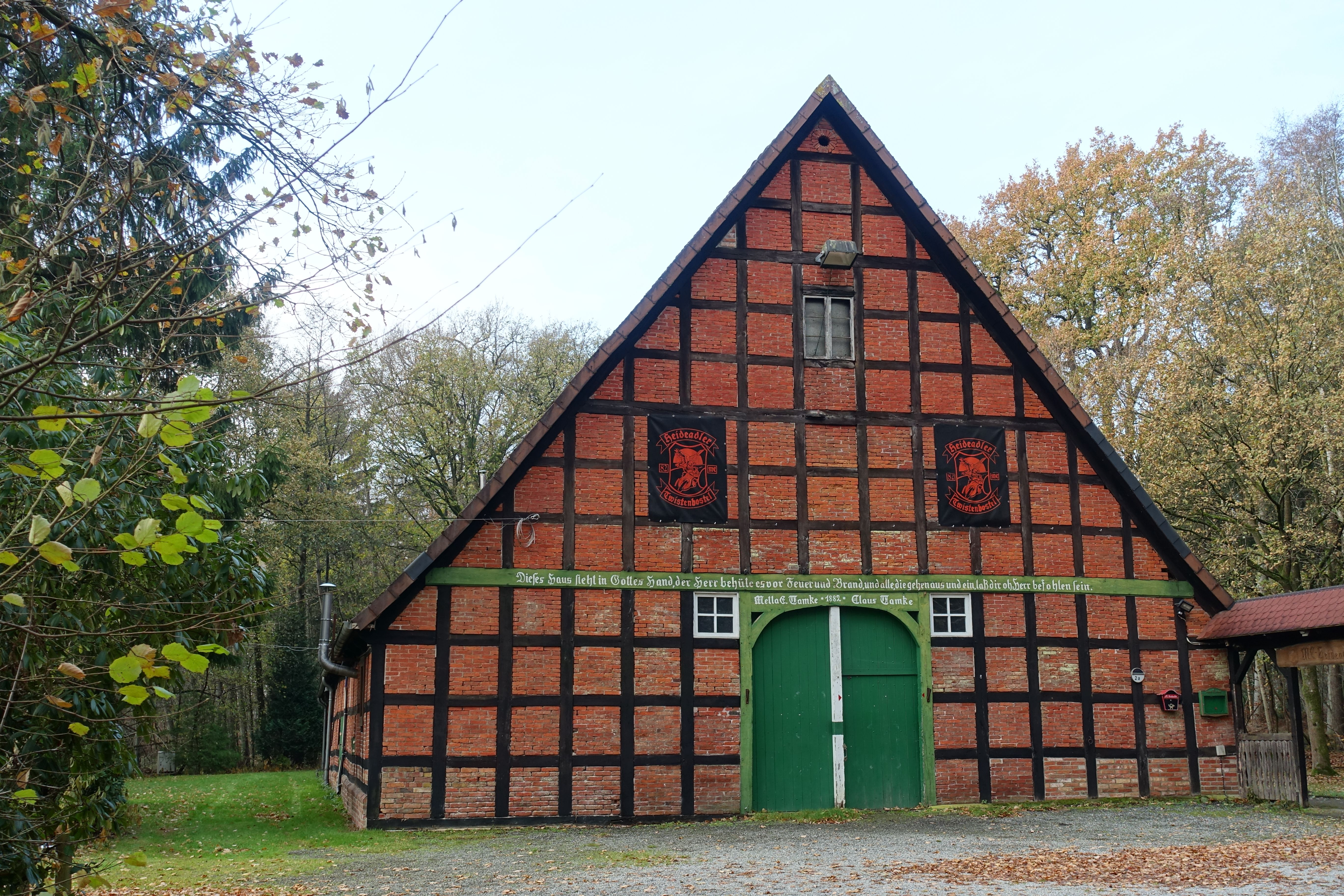
Ostgiebel (2022)

Das Wohn- und Wirtschaftsgebäude Twistenbostel 2A in der niedersächsischen Gemeinde Heeslingen, Ortsteil Sassenholz, wurde im dritten Drittel des 19. Jahrhunderts gebaut. Aktuell (2025) wird es zum Wohnen und wohl landwirtschaftlich genutzt.
Das Gebäude steht unter Denkmalschutz (siehe auch Liste der Baudenkmale in Heeslingen).

## Geschichte und Beschreibung
Sassenholz wurde erstmals 1306 als Tzerzenholte erwähnt. Es liegt sechs Kilometer nördlich von Heeslingen und gehört seit 1974 zur heutigen Samtgemeinde Zeven im Landkreis Rotenburg (Wümme).
Das eingeschossige giebelständige Zweiständer-Hallenhaus in gleichmäßigem Gitterfachwerk mit Steinausfachungen, ziegelgedecktem Satteldach und Grooter Door mit Korbbogen, wurde 1882 (Inschrift) gebaut.
Das Landesdenkmalamt befand u. a.: „… ein regionstypisches Hallenhaus der zweiten Hälfte des 19. Jahrhunderts in Zweiständerkonstruktion ….“